# チュニジア・ディナール
チュニジア・ディナール（アラビア語: دينار تونسي、Tunisian dinar）は、チュニジアの通貨単位。ISO 4217コードはTND。補助通貨はミリーム（مليم）で、1ディナールは1000ミリーム。

## 歴史
ディナールの使用は1958年に決定され、1960年に導入された。以前使われていたフランとは、1000フラン=1ディナールで交換された。フランス・フランは1958年に切り下げられたが、ディナールはそれに追随せず、1000フラン=1ディナールという為替レートはすぐに変動した。しかし、0.42ディナール=1アメリカ合衆国ドルというレートは1964年まで固定で、その後0.525ディナール=1ドルに切り下げられた。このレートは1971年まで固定された。
2019年11月7日にはデジタル化したEディナールが最初のトランザクションを行い、世界で初めて中央銀行によるデジタル通貨となった。

## 硬貨

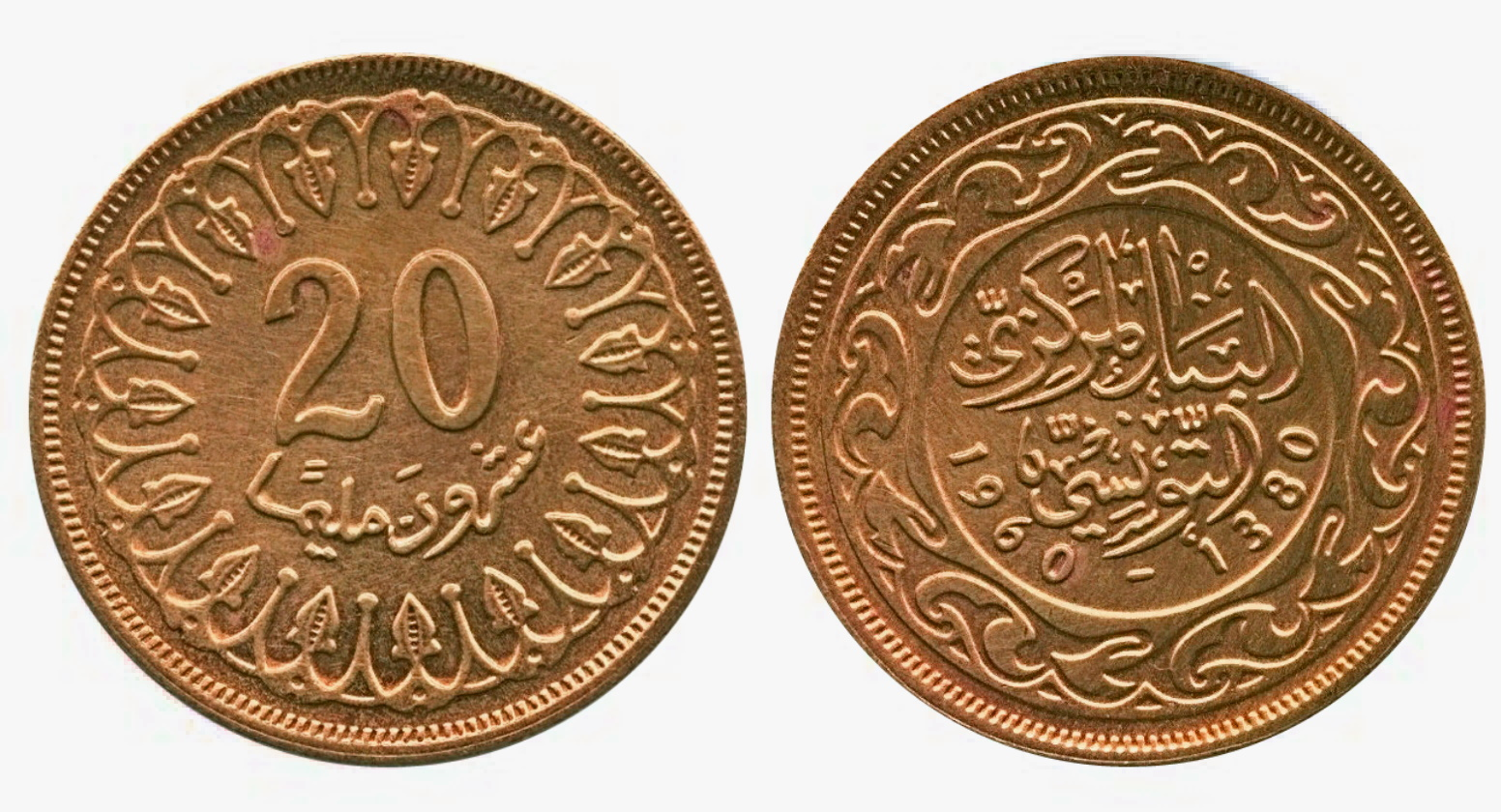
20ミリーム硬貨

1960年、アルミニウムの1ミリーム、2ミリーム、5ミリーム硬貨と真鍮の10ミリーム、20ミリーム、50ミリーム、100ミリーム硬貨が発行された。1ミリーム硬貨は2000年、2ミリーム硬貨は1983年にそれぞれ発行が終了し、今日ではほとんど目にすることはなくなった。1968年、ニッケルの0.5ディナール硬貨が発行された。1976年にはより小さな白銅貨に代わり、同時に1ディナール硬貨も発行された。2002年にはバイメタルの5ディナール硬貨が登場した。

## 紙幣

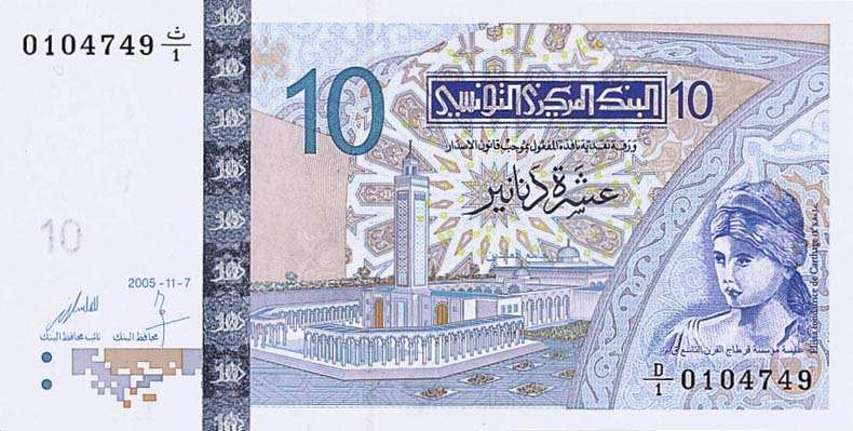
10ディナール紙幣

1960年、チュニジア中央銀行により1/2ディナール、1ディナール、5ディナールの紙幣が発行された。1969年には10ディナール紙幣が登場し、1973年には1/2ディナール、1980年には1ディナール紙幣の生産が終了した。一方20ディナール紙幣は1980年、5ディナール紙幣は1993年、30ディナール紙幣は1997年から流通し始めた。

## 呼び方
チュニジア人は値段を言う時、ディナール単位で言う事はほとんどない。例えば、50ディナールの商品は5万ミリームという。この習慣は高い値段のものでも変わらず、7万ディナールのものは7000万ミリームと言われる。

## 規制
ディナールを輸入または輸出することは法律で禁じられている。北アフリカの国を発つまでは、1000ディナールを超える両替も禁じられている。チュニジアを出国する時には、500ポンドを超える現金を持っていないことが求められる。